# Tröst

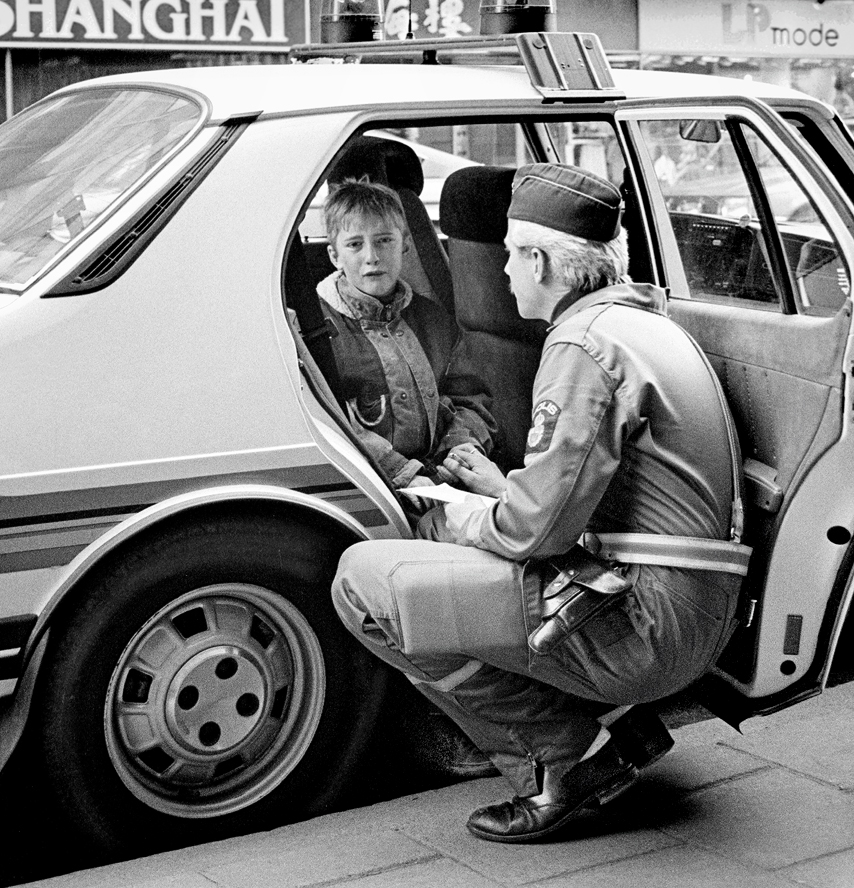
En polis tröstar en gråtande liten pojke. Malmö 1986.

Tröst avser att ge styrka, hopp eller känslomässig lindring åt människor med existentiell smärta, sorg eller förlust. Ordet förekommer i fornsvenskan då det användes i betydelsen hugsvalelse, trygghet, hugnad och förtröstan. Tröst innefattar fysiska, psykospirituella och sociokulturella upplevelser, och leder till förbättrad hälsa.
En modell för tröst är att en person är tröstfärdig, och via en tröstande dialog eller annat samspel uppstår en kommunion (en djupt delad känsla av samhörighet) som leder till ett skifte i perspektivet på det som orsakar smärtan, sorgen eller lidandet. Kommunionen kan bestå i att den tröstande tar hand om vardagliga sysslor eller delandet av känslor, och visar på en av tröstens viktigaste förutsättningar: att den tröstande är fysiskt och emotionellt närvarande. Att skifta perspektiv innebär att den tröstfärdiga personen får möjlighet att skingra tankarna, att få nya intryck och impulser.
Vid tröst av barn är föräldrarnas och syskonens närvaro särskilt viktig, och i vårdsituationer ses barnet som en helhet med sin familj (familjefokuserad omvårdnad). Behovet av närvaro ger också att den tröstande situationen måste vara befriad från stress. Andra viktiga aspekter är fysisk kontakt, samhörighet, och en upplevelse av att miljön är hemmastadd. 
Vid omvårdnad är tröst av såväl patienter som anhöriga central. Viktigt vid tröst av anhöriga är att de känner sig delaktiga och informerade. Föräldrars sociala nätverk är av betydelse när det gäller hur väl trösten av dem fungerar, där vänlighet och omtänksamhet är två centrala faktorer.
När mödrar tröstar nyfödda barn visar de som regel delaktighet genom att använda samma ljud som barnen ger ifrån sig eller genom att gråta med dem. När barnen mognar söker de kompensation för modern i så kallade överföringsobjekt (till exempel en filt eller nalle). Beteendet visar att människor också har en förmåga att trösta sig själva. Ett annat exempel på detta är att svårt sjuka barn ofta gör teckningar där de bearbetar det som ger dem sorg eller smärta.